# We Could Be The Same
„We Could Be The Same” (în engleză Am putea fi la fel), cunoscut și după numele său turcesc, „Aynı Olabilirdik”, este un cântec interpretat de formația rock maNga, care a reprezentat Turcia la Concursul Muzical Eurovision 2010. Cântecul a fost selectat în februarie 2010 de către televiziunea TRT și interpretat în premieră pe 3 martie 2010. Site-ul oficial al Eurovisionului a întâlnit probleme tehnice și nu a putut transmite în direct evenimentul. Videoclipul, în care apare și fotomodelul Zeynep Arı, a fost filmat în apropiere de strâmtoarea Bosfor.

## Prestația în clasamente
| Clasamente (2010)   | Cea mai bună poziție |
| ------------------- | -------------------- |
| Sverigetopplistan   | 29                   |
| Swiss Singles Chart | 56                   |
| UK Singles Chart    | 129                  |